# Planera aquatica
Planera aquatica – gatunek rośliny z monotypowego rodzaju Planera z rodziny wiązowatych. Występuje w południowo-wschodniej części Stanów Zjednoczonych na obszarze od Teksasu po Florydę, Karolinę Północną i Illinois. Rośnie na terenach nizinnych do 200 m n.p.m. na mokradłach, nizinach aluwialnych, nad strumieniami i jeziorami, nierzadko tworząc rozległe, lite drzewostany. Kwitnie od kwietnia do maja. Drewno tego gatunku jest kruche i łamliwe.

## Morfologia

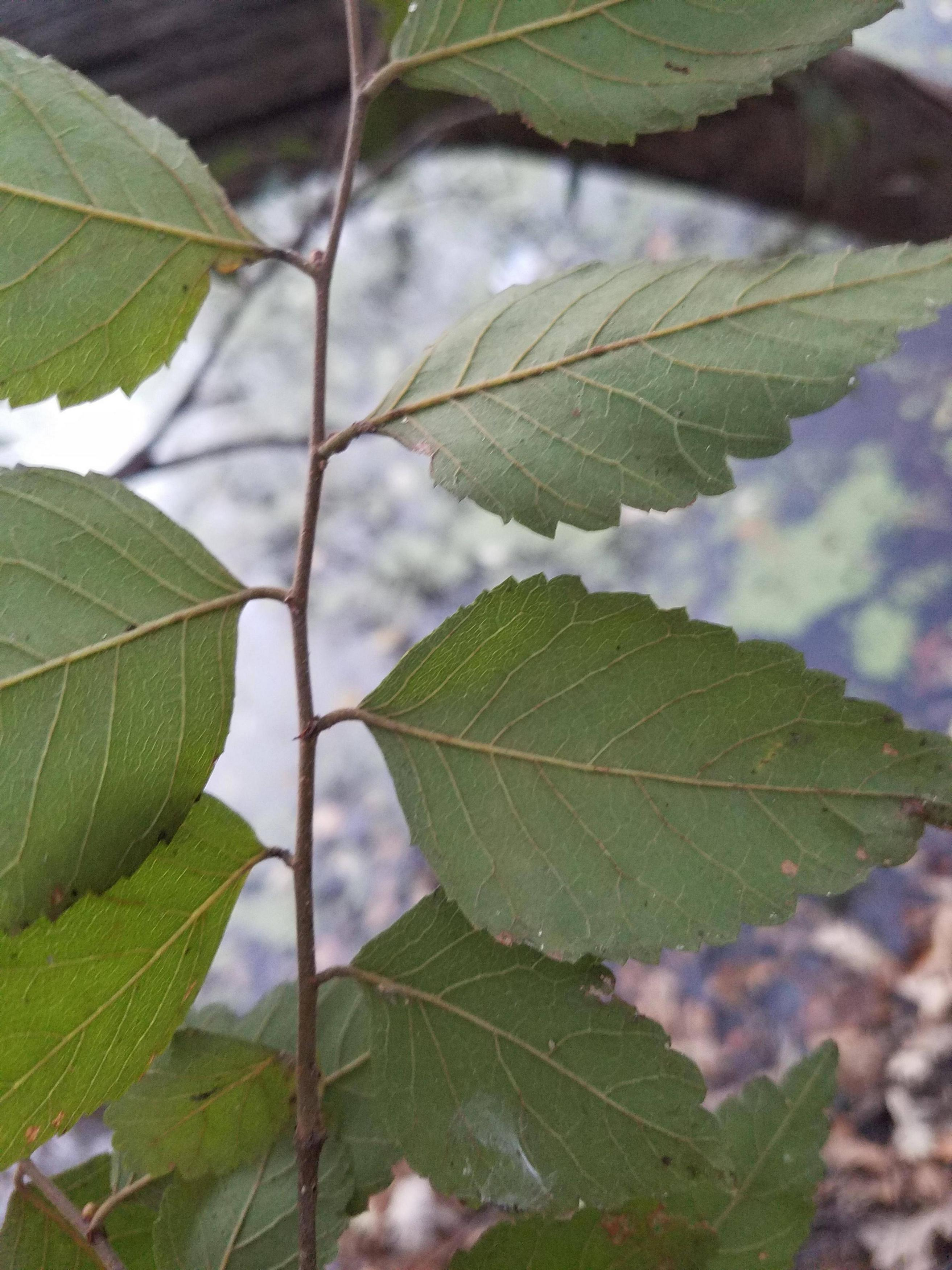
Liście od spodu

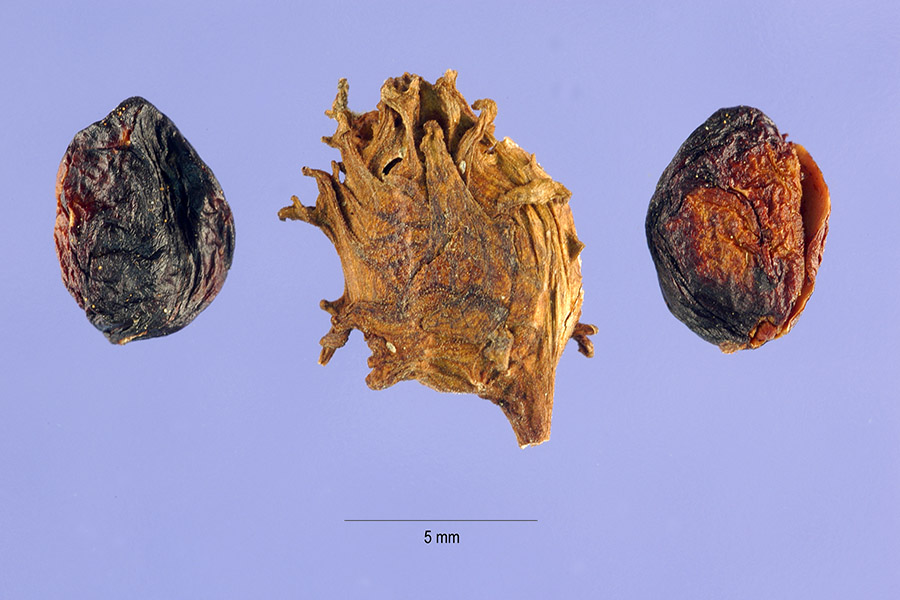
Owoc

PokrójDrzewo osiągające do 12 m wysokości o szerokiej i niskiej koronie. Kora jest szara lub jasnobrązowa, łuszczy się podłużnymi płatkami. Pędy za młodu owłosione, później łysieją. Konary i gałęzie są rozłożyste, pozbawione cierni.
LiścieOsadzone na krótkich ogonkach do 6 mm długości z szybko odpadającymi przylistkami. Blaszka rombowato-jajowata od 3 do 8 cm długości i od 2 do 4 cm szerokości. U nasady zaokrąglona lub zbiegająca, na wierzchołku zaostrzona, na brzegach nierówno piłkowana, z użyłkowaniem pierzastym.
KwiatyDrobne, jednopłciowe (rozwijają się na tych samych roślinach), rzadko obupłciowe. Kwiaty męskie wyrastają w pęczkach, kwiaty żeńskie pojedynczo lub skupione po 2–3. Listki okwiatu w liczbie 4 lub 5. Pręciki w takiej samej liczbie. Zalążnia jednokomorowa, zwieńczona dwiema rozchylonymi szyjkami słupka.
OwoceSkórzaste orzeszki długości ok. 8 mm, zamknięte w zasychającym okwiecie. Zawierają pojedyncze, jajowate nasiono.

## Systematyka
Jeden z rodzajów z rodziny wiązowatych (Ulmaceae).